# Doronomyrmex goesswaldi
Doronomyrmex goesswaldi је инсект из реда Hymenoptera и фамилије Formicidae.

## Угроженост
Ова врста се сматра рањивом у погледу угрожености врсте од изумирања.

## Распрострањење
Ареал врсте је ограничен на две државе. 
Француска и Швајцарска су једина позната природна станишта врсте.